# Мат ферзём
Мат одинокому королю ферзём достигается при положении одинокого короля на краю доски не позже 10-го хода из любой начальной позиции совместными действиями короля и ферзя.

## Пример
|   | a                                                   | b                                                   | c                                                   | d                                                   | e                                                   | f                                                   | g                                                   | h                                                   |   |
| - | --------------------------------------------------- | --------------------------------------------------- | --------------------------------------------------- | --------------------------------------------------- | --------------------------------------------------- | --------------------------------------------------- | --------------------------------------------------- | --------------------------------------------------- | - |
| 8 | e6 чёрный король · b2 белый ферзь · a1 белый король | e6 чёрный король · b2 белый ферзь · a1 белый король | e6 чёрный король · b2 белый ферзь · a1 белый король | e6 чёрный король · b2 белый ферзь · a1 белый король | e6 чёрный король · b2 белый ферзь · a1 белый король | e6 чёрный король · b2 белый ферзь · a1 белый король | e6 чёрный король · b2 белый ферзь · a1 белый король | e6 чёрный король · b2 белый ферзь · a1 белый король | 8 |
| 7 | e6 чёрный король · b2 белый ферзь · a1 белый король | e6 чёрный король · b2 белый ферзь · a1 белый король | e6 чёрный король · b2 белый ферзь · a1 белый король | e6 чёрный король · b2 белый ферзь · a1 белый король | e6 чёрный король · b2 белый ферзь · a1 белый король | e6 чёрный король · b2 белый ферзь · a1 белый король | e6 чёрный король · b2 белый ферзь · a1 белый король | e6 чёрный король · b2 белый ферзь · a1 белый король | 7 |
| 6 | e6 чёрный король · b2 белый ферзь · a1 белый король | e6 чёрный король · b2 белый ферзь · a1 белый король | e6 чёрный король · b2 белый ферзь · a1 белый король | e6 чёрный король · b2 белый ферзь · a1 белый король | e6 чёрный король · b2 белый ферзь · a1 белый король | e6 чёрный король · b2 белый ферзь · a1 белый король | e6 чёрный король · b2 белый ферзь · a1 белый король | e6 чёрный король · b2 белый ферзь · a1 белый король | 6 |
| 5 | e6 чёрный король · b2 белый ферзь · a1 белый король | e6 чёрный король · b2 белый ферзь · a1 белый король | e6 чёрный король · b2 белый ферзь · a1 белый король | e6 чёрный король · b2 белый ферзь · a1 белый король | e6 чёрный король · b2 белый ферзь · a1 белый король | e6 чёрный король · b2 белый ферзь · a1 белый король | e6 чёрный король · b2 белый ферзь · a1 белый король | e6 чёрный король · b2 белый ферзь · a1 белый король | 5 |
| 4 | e6 чёрный король · b2 белый ферзь · a1 белый король | e6 чёрный король · b2 белый ферзь · a1 белый король | e6 чёрный король · b2 белый ферзь · a1 белый король | e6 чёрный король · b2 белый ферзь · a1 белый король | e6 чёрный король · b2 белый ферзь · a1 белый король | e6 чёрный король · b2 белый ферзь · a1 белый король | e6 чёрный король · b2 белый ферзь · a1 белый король | e6 чёрный король · b2 белый ферзь · a1 белый король | 4 |
| 3 | e6 чёрный король · b2 белый ферзь · a1 белый король | e6 чёрный король · b2 белый ферзь · a1 белый король | e6 чёрный король · b2 белый ферзь · a1 белый король | e6 чёрный король · b2 белый ферзь · a1 белый король | e6 чёрный король · b2 белый ферзь · a1 белый король | e6 чёрный король · b2 белый ферзь · a1 белый король | e6 чёрный король · b2 белый ферзь · a1 белый король | e6 чёрный король · b2 белый ферзь · a1 белый король | 3 |
| 2 | e6 чёрный король · b2 белый ферзь · a1 белый король | e6 чёрный король · b2 белый ферзь · a1 белый король | e6 чёрный король · b2 белый ферзь · a1 белый король | e6 чёрный король · b2 белый ферзь · a1 белый король | e6 чёрный король · b2 белый ферзь · a1 белый король | e6 чёрный король · b2 белый ферзь · a1 белый король | e6 чёрный король · b2 белый ферзь · a1 белый король | e6 чёрный король · b2 белый ферзь · a1 белый король | 2 |
| 1 | e6 чёрный король · b2 белый ферзь · a1 белый король | e6 чёрный король · b2 белый ферзь · a1 белый король | e6 чёрный король · b2 белый ферзь · a1 белый король | e6 чёрный король · b2 белый ферзь · a1 белый король | e6 чёрный король · b2 белый ферзь · a1 белый король | e6 чёрный король · b2 белый ферзь · a1 белый король | e6 чёрный король · b2 белый ферзь · a1 белый король | e6 чёрный король · b2 белый ферзь · a1 белый король | 1 |
|   | a                                                   | b                                                   | c                                                   | d                                                   | e                                                   | f                                                   | g                                                   | h                                                   |   |

Единственная (за исключением симметричных) позиция, где при своём ходе белые с ферзём против одинокого короля не могут дать мат ранее 10-го хода. Любой ход белых (кроме 1.Фe5+ и 1.Фf6+, где белые теряют ферзя) приводит к мату в 10 ходов. Примерное развитие событий:
1. Фd4 Kpf7 2. Фd6 Kpg7 3. Фe6 Kpf8 4. Фd7 Kpg8 5. Kpb2 Kpf8 6. Kpc3 Kpg8 7. Kpd4 Kpf8 8. Kpe5 Kpg8 9. Kpf6 Kph8 10. Фg7# или
1. Фb1 Kpd5 2. Фf5+ Kpd6 3. Kpb2 Kpc6 4. Kpc3 Kpd6 5. Kpc4 Kpc6 6. Фe6+ Kpc7 7. Kpb5 Kpd8 8. Фf7 Kpc8 9. Kpc6 Kpb8 10. Фb7#

## Патовые позиции
При матовании ферзём следует избегать позиций зеркального пата.
|   | a                                                   | b                                                   | c                                                   | d                                                   | e                                                   | f                                                   | g                                                   | h                                                   |   |
| - | --------------------------------------------------- | --------------------------------------------------- | --------------------------------------------------- | --------------------------------------------------- | --------------------------------------------------- | --------------------------------------------------- | --------------------------------------------------- | --------------------------------------------------- | - |
| 8 | d8 чёрный король · c6 белый ферзь · f6 белый король | d8 чёрный король · c6 белый ферзь · f6 белый король | d8 чёрный король · c6 белый ферзь · f6 белый король | d8 чёрный король · c6 белый ферзь · f6 белый король | d8 чёрный король · c6 белый ферзь · f6 белый король | d8 чёрный король · c6 белый ферзь · f6 белый король | d8 чёрный король · c6 белый ферзь · f6 белый король | d8 чёрный король · c6 белый ферзь · f6 белый король | 8 |
| 7 | d8 чёрный король · c6 белый ферзь · f6 белый король | d8 чёрный король · c6 белый ферзь · f6 белый король | d8 чёрный король · c6 белый ферзь · f6 белый король | d8 чёрный король · c6 белый ферзь · f6 белый король | d8 чёрный король · c6 белый ферзь · f6 белый король | d8 чёрный король · c6 белый ферзь · f6 белый король | d8 чёрный король · c6 белый ферзь · f6 белый король | d8 чёрный король · c6 белый ферзь · f6 белый король | 7 |
| 6 | d8 чёрный король · c6 белый ферзь · f6 белый король | d8 чёрный король · c6 белый ферзь · f6 белый король | d8 чёрный король · c6 белый ферзь · f6 белый король | d8 чёрный король · c6 белый ферзь · f6 белый король | d8 чёрный король · c6 белый ферзь · f6 белый король | d8 чёрный король · c6 белый ферзь · f6 белый король | d8 чёрный король · c6 белый ферзь · f6 белый король | d8 чёрный король · c6 белый ферзь · f6 белый король | 6 |
| 5 | d8 чёрный король · c6 белый ферзь · f6 белый король | d8 чёрный король · c6 белый ферзь · f6 белый король | d8 чёрный король · c6 белый ферзь · f6 белый король | d8 чёрный король · c6 белый ферзь · f6 белый король | d8 чёрный король · c6 белый ферзь · f6 белый король | d8 чёрный король · c6 белый ферзь · f6 белый король | d8 чёрный король · c6 белый ферзь · f6 белый король | d8 чёрный король · c6 белый ферзь · f6 белый король | 5 |
| 4 | d8 чёрный король · c6 белый ферзь · f6 белый король | d8 чёрный король · c6 белый ферзь · f6 белый король | d8 чёрный король · c6 белый ферзь · f6 белый король | d8 чёрный король · c6 белый ферзь · f6 белый король | d8 чёрный король · c6 белый ферзь · f6 белый король | d8 чёрный король · c6 белый ферзь · f6 белый король | d8 чёрный король · c6 белый ферзь · f6 белый король | d8 чёрный король · c6 белый ферзь · f6 белый король | 4 |
| 3 | d8 чёрный король · c6 белый ферзь · f6 белый король | d8 чёрный король · c6 белый ферзь · f6 белый король | d8 чёрный король · c6 белый ферзь · f6 белый король | d8 чёрный король · c6 белый ферзь · f6 белый король | d8 чёрный король · c6 белый ферзь · f6 белый король | d8 чёрный король · c6 белый ферзь · f6 белый король | d8 чёрный король · c6 белый ферзь · f6 белый король | d8 чёрный король · c6 белый ферзь · f6 белый король | 3 |
| 2 | d8 чёрный король · c6 белый ферзь · f6 белый король | d8 чёрный король · c6 белый ферзь · f6 белый король | d8 чёрный король · c6 белый ферзь · f6 белый король | d8 чёрный король · c6 белый ферзь · f6 белый король | d8 чёрный король · c6 белый ферзь · f6 белый король | d8 чёрный король · c6 белый ферзь · f6 белый король | d8 чёрный король · c6 белый ферзь · f6 белый король | d8 чёрный король · c6 белый ферзь · f6 белый король | 2 |
| 1 | d8 чёрный король · c6 белый ферзь · f6 белый король | d8 чёрный король · c6 белый ферзь · f6 белый король | d8 чёрный король · c6 белый ферзь · f6 белый король | d8 чёрный король · c6 белый ферзь · f6 белый король | d8 чёрный король · c6 белый ферзь · f6 белый король | d8 чёрный король · c6 белый ферзь · f6 белый король | d8 чёрный король · c6 белый ферзь · f6 белый король | d8 чёрный король · c6 белый ферзь · f6 белый король | 1 |
|   | a                                                   | b                                                   | c                                                   | d                                                   | e                                                   | f                                                   | g                                                   | h                                                   |   |

## Интересные факты
Известны задачи, где белый король находится на c3 (или симметричных ему полях c6, f6, f3), при этом вводится дополнительное условие — белый король неподвижен. В этом случае при любом положении белого ферзя и чёрного короля мат достигается не позднее 23-го хода.